# Villa Leher Landstraße 14
Die Villa Leher Landstraße 14 (Villa Mayer) in der niedersächsischen Gemeinde Geestland, Ortsteil Langen, im Landkreis Cuxhaven, stammt vom Anfang des 20. Jahrhunderts.
Aktuell (2024) wird sie als städtische Begegnungsstätte für Senioren und als Wohnhaus genutzt.
Das Gebäude steht unter Denkmalschutz (siehe auch Liste der Baudenkmale in Geestland).

## Beschreibung
Das zweigeschossige giebelständige verputzte Gebäude auf hohem Sockel mit schiefergedecktem Krüppelwalmdach, mit einem eingeschossigen Anbau an der Südwestecke sowie mit unterschiedlichen rundbogigen Fenstern wurde 1902 (Inschrift) für den Kapitän Mayer und seine Frau Emma Colpe gebaut. Ein später verglaster Vorbau führt zum seitlichen Eingang.
Die Villa war durch einen Park umgeben, von dem der Vorgarten mit schmiedeeiserner Einfriedung und den Resten eines Brunnens erhalten blieben.
Das Landesdenkmalamt befand u. a.: „Teil einer im Zuge der Siedlungsgeschichte von Langen um 1900 aufkommenden Villenbebauung an dieser Straße.“